# 亚硝基硫酸
亚硝基硫酸是一种硫的含氧酸，化学式为NOHSO4。
它在化学反应用于提供NO+离子。它也可以被看做硫酸和亚硝酸的混合酸酐：
HNO2  +  H2SO4  →  NOHSO4  +H2O
NOHSO4在有机化学用于从胺制备重氮盐。一种典型的方法是在冰浴中用浓硫酸溶解亚硝酸钠。
其他能给出NO基团的试剂包括氟硼酸亚硝酰（[NO]BF4）和亚硝酰氯。